# Amblyphymus adspersus
Amblyphymus adspersus är en insektsart som först beskrevs av Bolívar, I. 1890.  Amblyphymus adspersus ingår i släktet Amblyphymus och familjen gräshoppor. Inga underarter finns listade i Catalogue of Life.